# Корякино (Бусаевское сельское поселение)
Корякино — деревня в Клепиковском районе Рязанской области. Входит в состав Бусаевского сельского поселения. Ближайшие населенные пункты деревни — село Бусаево.
Имеет хорошую грунтовую дорогу. На 2019 год насчитывает 19 домов, часть из которых заброшены. Обладает развитой инфраструктурой (электроснабжение). В деревне имеются 2 крупных пруда, и 2 сухих.
Ранее деревня имела множество дворов и ремесленных мастерских.

## Население
| 2010 |
| ---- |
| 12   |

Постоянное население составляет 10 человек, в летние месяцы население может увеличиваться до 20.